# Conférence gesticulée

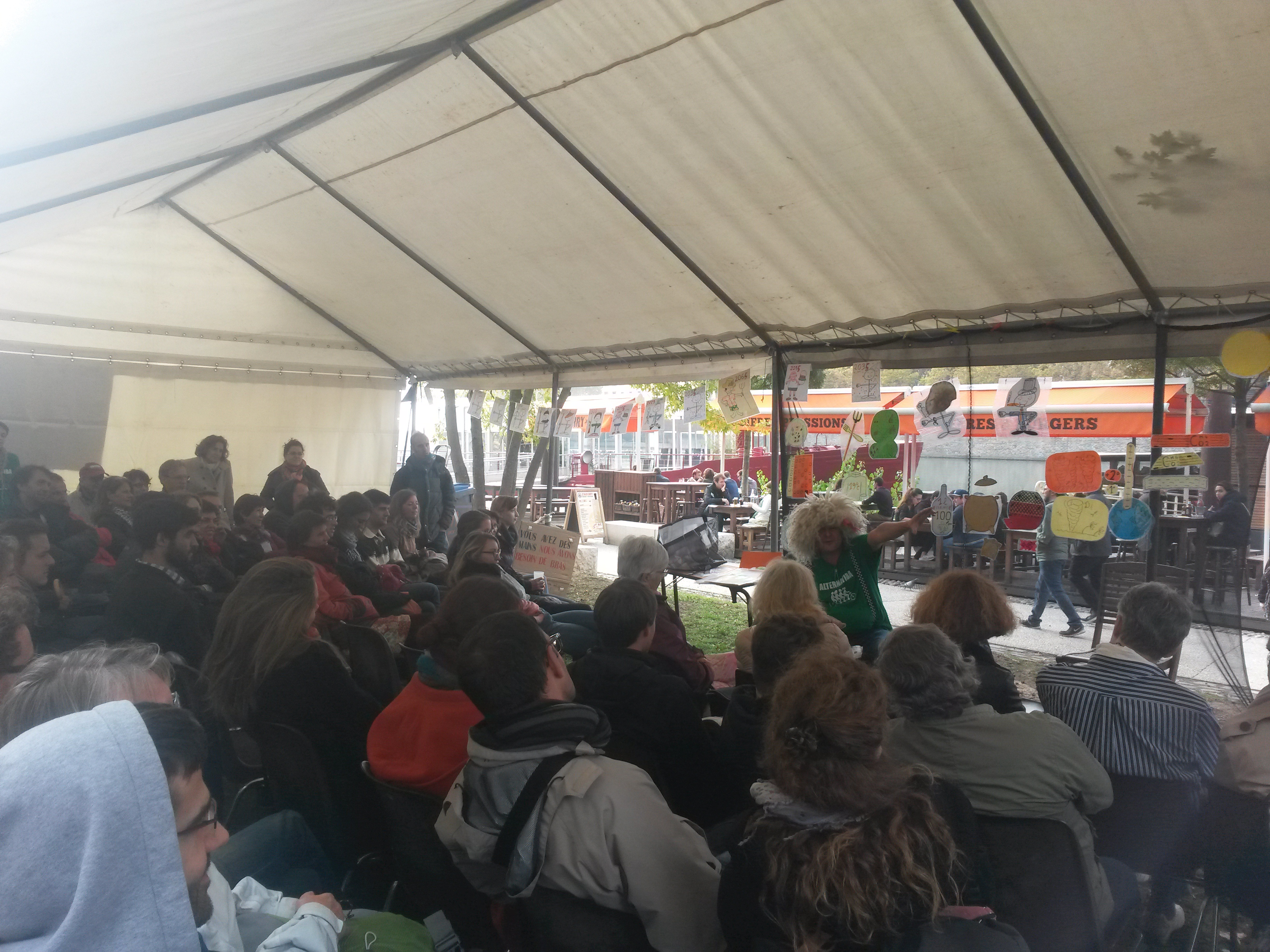
Conférence gesticulée à Alternatiba Lyon

La conférence gesticulée est une forme d’expression publique spécifique à l'éducation populaire. Elle est considérée comme un outil de formation, d'émancipation et de politisation du peuple.

## Déroulement
Concept créé et popularisé par Franck Lepage, la conférence gesticulée est une longue intervention orale alliant la forme usuelle d'une conférence et celle d'un monologue de théâtre. Elle s'appuie sur l'expérience vécue par l'intervenant (« savoirs chauds ») en y intégrant un recul théorique (« savoirs froids »). Elle associe des choses vécues, apprises et comprises. Nicolas Gaillard, travailleur social, explique qu'« Une conférence gesticulée c’est un outil d’éducation populaire à mi-chemin entre le spectacle et la conférence, qui mêle de l’autobiographie, de l’analyse, et de la théorie ».
Comme pour un spectacle, la conférence gesticulée est préparée, écrite et répétée. La mise en scène et la théâtralisation de l'intervention est considérée comme un élément essentiel car elles permettent de mieux toucher le public et cela invite celui-ci à faire sa propre conférence gesticulée. La dimension incarnée de la prestation du conférencier sur scène et l'invocation d'expériences personnelles réellement vécues sont un autre élément considéré comme essentiel par les créateurs de la conférence gesticulée.
La conférence est souvent suivie d'un échange avec le public, qui peut partager et débattre de sa propre expérience du sujet traité par la conférence gesticulée.
Le processus de formation populaire inclus dans les conférences se veut être très différent d'autres actions pédagogiques plus traditionnelles, comme un cours magistral ou une conférence TED. Certaines conférences proposées (par exemple celles de la coopérative d’éducation populaire Scop Le Pavé) évoluent à chaque présentation jusqu’à arriver à un résultat jugé suffisamment satisfaisant pour être enregistré.

## Historique
En 2004 Franck Lepage, ancien directeur des programmes à la Fédération française des maisons des jeunes et de la culture, présente sa première conférence gesticulée dans le cadre du festival d'Avignon et grâce au soutien d’André Benedetto,. La conférence gesticulée « rejoint et combine les champs militant, théâtral et académique dans une forme qui n'existait pas auparavant ». Par la suite, à partir de 2007, la SCOP Le Pavé, à laquelle Lepage participe, commence à diffuser la méthode en formant un nombre toujours croissant de personnes. Les formations sont longues, s'effectuent en groupe et exploitent d'autres méthodes et pratiques de l'éducation populaire, tel le théâtre-forum. À partir de 2015, d'autres structures promotrices de méthodologies de l'éducation populaire s'en emparent et organisent à leur tour des cycles de formation. Rapidement, un réseau de l’« université gesticulante » se structure au niveau national et regroupe une partie des « gesticulants ». La formation pour devenir gesticuleur s'étale sur plusieurs mois et se fait en groupe,. Selon Lepage, travailler à construire sa conférence gesticulée a un effet transformateur pour la personne qui s'y engage ; ce processus de création et d'expression de soi conduit le cas échéant à des tournants dans des carrières et parcours de vie[réf. souhaitée].

## Intérêts de la méthode
Selon Brusadeli, les modes de formation ne sont pas sans lien avec des pratiques du personnalisme communautaire, notamment dans un travail d'expression personnel au sein du collectif des personnes en formation. Les promoteurs mettent en avant la combinaison de savoirs « froids » (théoriques) et « chauds » (expérientiels). En revisitant leur trajectoire de vie antérieure, les personnes qui se préparent pour donner une conférence gesticulée acquerraient une posture de réflexivité synthétique par rapport à un vécu d'oppression, ce qui les met en capacité d'aider leur public à saisir de l'intérieur, de manière incarnée, une critique authentique et particularisée des méfaits du monde moderne capitaliste. La construction de la conférence par la personne que s'initie à la méthode implique selon Lepage un « tressage » de « savoirs chauds », ceux liés à son expérience de vie et de « savoirs froids » (i.e; académiques, livresques). Le Pavé définit ainsi la conférence gesticulée comme "la rencontre entre des savoirs chauds et des savoirs froids », rencontre qui « ne donne pas un savoir tiède » mais « un orage ». Le « gesticulant » combine lors d'une prise de parole jouée devant un public, des contenus issus de quatre sources : son « récit personnel » assorti d’« anecdotes autobiographiques », un « commentaire politique analysé du problème en question », des « apports extérieurs universitaires », et une « dimension historique » qui donne à comprendre pour le public la généalogie de ce qu'il a lui même vécu et dont il donne une analyse incarnée.

## Thèmes des conférences gesticulées
Pour Franck Lepage, la culture joue le rôle que jouait Dieu jusqu'à la révolution anglaise, c'est-à-dire la justification des situations d'inégalités sociales, « ne pas bien avoir travaillé à l'école » rendant l'individu responsable de son propre malheur, ce qui est démenti par Pierre Bourdieu.
Pour lui, les institutions de pouvoir feraient « un travail considérable sur les mots, il y a des mots qui disparaissent et des mots qui apparaissent régulièrement ». Il l'explique l'intérêt d'un travail sur les mots en paraphrasant Herbert Marcuse« il est en train de s’opérer une révolution dans l’ordre des langages, qui fait qu’on nous enlève tous les mots qui nous servent à nommer négativement le capitalisme , comme «exploitation»   et on nous met à la place des mots qui le nomment positivement, comme ´ libéralisme , ´ développement ª - (il y en  a même qui voudraient qu’il soit durable) ».
Le ministère de la Culture participe à une rénovation idéologique, dans les années 1980, que Franck Lepage appelle « une catastrophe intellectuelle majeure » : la réduction de la question culturelle à la question artistique, « si "culture" ne veut plus dire que "art", alors le mouvement social n'en fait plus partie, le syndicalisme n'en fait plus partie [...] la politique ne fait plus partie de la culture ».
En dehors de ces thèmes ouverts par le travail de l'initiateur de la méthode, les conférences gesticulées portent sur des sujets très variés. Sont abordées des thématiques liées aux métiers de l’éducation et de l’éducation populaire, au travail médico-social , aux modalités de l’action militante et associative, mais aussi  aux conditions du travail en entreprise et à la perte de sens qui peut y être vécue,. Ainsi, Emmanuelle Cournarie gesticule-t-elle sous le titre Je travaille, avec 2 ailes. Elle déclare que son objectif est d'éclairer son public sur le monde du travail , afin de « nous encourager à aller vers un travail plus proche du voyage que de la torture ! ».
Des spécialistes de questions plus théoriques, comme Bernard Friot s'essaient à la méthode. Celui-ci tourne en France avec une conférence sur le salaire à vie, et considère que cet outil lui permet de « toucher un public plus large que celui des universités » en exploitant le côté ludique de la méthode.